# Біляковка (Армізонський район)
Біляко́вка (рос. Беляковка) — присілок у складі Армізонського району Тюменської області, Росія.
Населення — 28 осіб (2010, 54 у 2002).
Національний склад станом на 2002 рік:
- росіяни — 83 %